# فیورد لاین
فیورد لاین (انگلیسی: Fjord Line) شرکت کشتیرانی نروژی است، که در سال ۱۹۹۳ تأسیس شد.